# エマニュエル・プティ
エマニュエル・ローラン・プティ（Emmanuel Laurent Petit, 1970年9月22日 - ）は、フランス出身の元サッカー選手。現テレビコメンター。選手時代のポジションはMF（ボランチ、センターハーフ）、DF（センターバック）。愛称はマヌ（Manu）。

## クラブ経歴
1985年にフランス・リーグ・アンのASモナコでキャリアをスタート。1997-98シーズン、アーセン・ベンゲル監督が獲得を希望し、プレミアリーグのアーセナルFCへ移籍した 。リーグ第35節のAFCウィンブルドン戦で移籍後初ゴールを挙げた。アーセナルではチームのリーグ優勝やFAカップ制覇などに貢献した。
2000年にはリーガ・エスパニョーラのFCバルセロナに加入するがロレンソ・セラ・フェレール監督の構想に合わなかったため出場機会を失い、1シーズンでチェルシーFCへ移籍。1年目は活躍するが、チームがロマン・アブラモビッチオーナーに買収された後は選手層の厚さもあって常時出場できず、故障も重なって2005年1月に引退を表明した。引退後はTVでサッカーの解説などを務めている。

## 代表経歴
1990年8月15日のポーランド戦でフランス代表にデビュー、以来フランス代表の核として活躍。通算63試合に出場、6ゴールを挙げた。1992年のユーロ92では代表入りしたが、出場機会は無かった。1994 FIFAワールドカップ予選1993年11月17日、パリの悲劇として知られるブルガリア戦にも出場した。その後は代表を外れることが多く、1996年のユーロ96への出場も逃した。
1998年のフランスW杯では6試合に出場、グループリーグ第3戦のデンマーク戦で決勝ゴールを、決勝のブラジル戦ではコーナーキックからジダンの決勝点となるゴールをアシストしただけでなく、チームの3点目を決めて優勝に貢献した。
2000年ユーロ2000では3試合に出場して優勝した。2002年、2002 FIFAワールドカップでも2試合に出場したが、グループリーグ第3戦では出番が無く、チームも決勝トーナメントに進めなかった。

## 代表歴

### 出場大会
- フランス代表
  - UEFA EURO 1992 (グループリーグ敗退)
  - 1998 FIFAワールドカップ (優勝)
  - UEFA EURO 2000 (優勝)
  - 2002 FIFAワールドカップ (グループリーグ敗退)

### 試合数
- 国際Aマッチ 62試合 6得点（1990年-2003年）[4][1]

| フランス代表 | 国際Aマッチ | 国際Aマッチ |
| 年           | 出場        | 得点        |
| ------------ | ----------- | ----------- |
| 1990         | 1           | 0           |
| 1991         | 0           | 0           |
| 1992         | 5           | 0           |
| 1993         | 7           | 0           |
| 1994         | 1           | 0           |
| 1995         | 0           | 0           |
| 1996         | 1           | 0           |
| 1997         | 2           | 0           |
| 1998         | 10          | 2           |
| 1999         | 5           | 1           |
| 2000         | 13          | 1           |
| 2001         | 7           | 1           |
| 2002         | 9           | 1           |
| 2003         | 1           | 0           |
| 通算         | 62          | 6           |